# The Cost of Knowledge

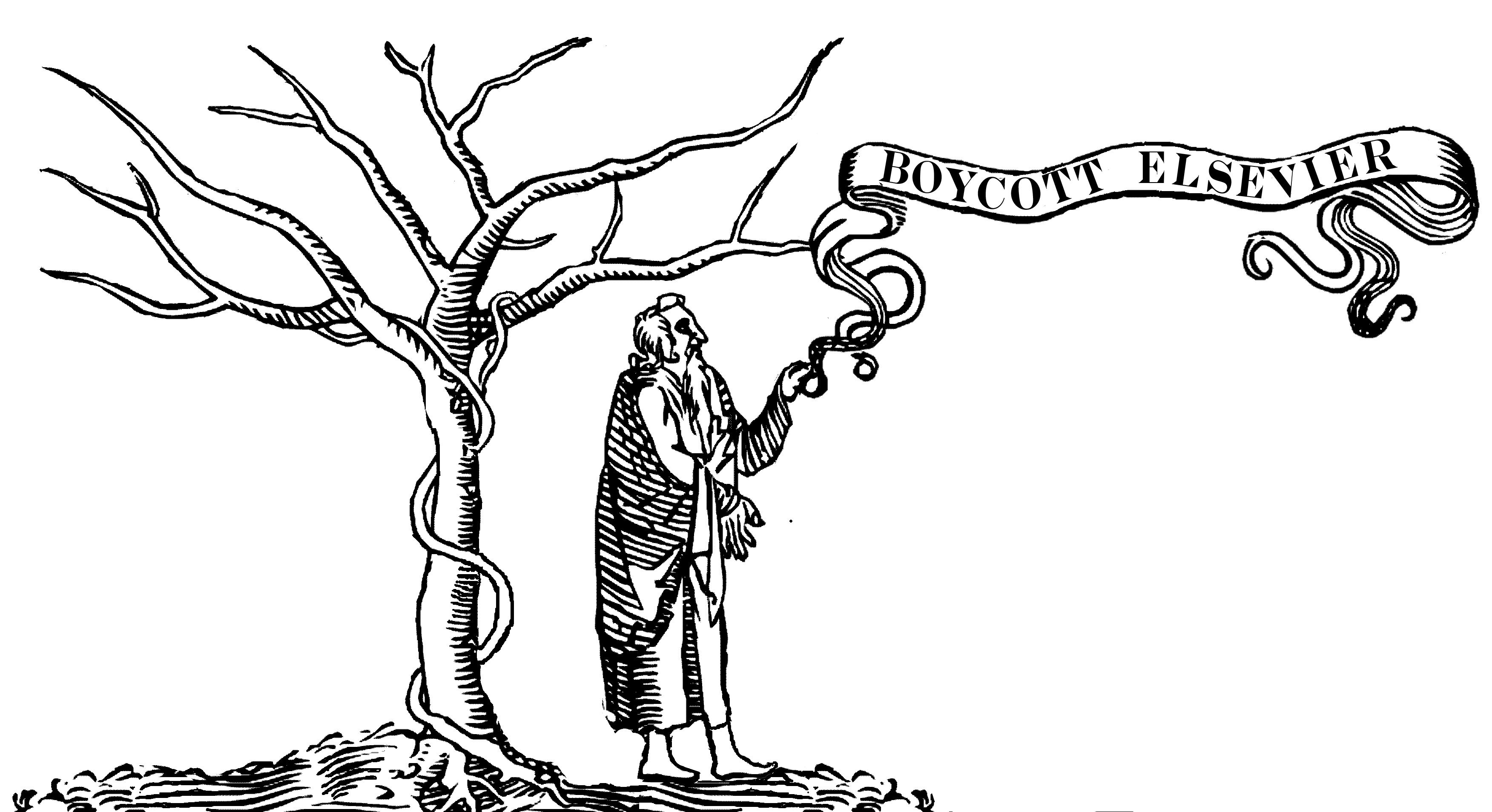
Imagen del boicot a Elsevier con una imagen basada en el propio logo de la editorial

The Cost of Knowledge es una protesta de los académicos contra las prácticas comerciales de la editorial académica Elsevier. Entre los motivos de las protestas se encontraban un llamado a precios más bajos para las revistas académicas y promover un mayor acceso abierto a la información. El trabajo principal del proyecto fue pedir a los investigadores que firmaran una declaración en la que se comprometieran a no apoyar las publicaciones de Elsevier mediante la publicación, la revisión por pares o la prestación de servicios editoriales para estas revistas.

## Historia
Antes de la llegada de Internet, era difícil para los académicos distribuir artículos con los resultados de sus investigaciones. Históricamente, los editores realizaban servicios que incluían corrección de pruebas, composición tipográfica, corrección de estilo, impresión y distribución mundial. En los tiempos modernos, se esperaba que todos los investigadores entregaran a los editores copias digitales de su trabajo que no necesitaban más procesamiento; en otras palabras, se esperaba que el académico moderno realizara, a menudo de forma gratuita, las tareas tradicionalmente asignadas al editor, y para las cuales, tradicionalmente, al editor se le paga a cambio. Para la distribución digital, la impresión era innecesaria, la copia era gratuita y la distribución mundial se realiza en línea al instante. La tecnología de Internet, y con ella la disminución significativa antes mencionada en los costos generales, permitió a las cuatro principales editoriales científicas (Elsevier, Springer, Wiley e Informa) reducir sus gastos de modo que pudieran generar de manera constante márgenes brutos sobre los ingresos de más del 33%.

### Renuncias de Consejos Editoriales
En 2006, los nueve miembros del consejo editorial de la revista de matemáticas Topology, publicada por Elsevier en la Universidad de Oxford, renunciaron porque acordaron entre ellos que las políticas de publicación de Elsevier tenían "un efecto significativo y perjudicial en la reputación de Topology en la comunidad de investigación matemática". Un portavoz de Elsevier cuestionó esto y dijo que "esto todavía constituye un hecho bastante raro" y que la revista "está realmente disponible hoy para más personas que nunca". Los periodistas reconocen este evento como parte del precedente de la campaña The Cost of Knowledge. En 2008, Journal of Topology comenzó independientemente de Elsevier y Topology terminó de publicarse en 2009.
De manera similar, en 2015, todo el consejo editorial de la revista Lingua de Elsevier renunció y comenzó una nueva revista de acceso abierto llamada Glossa. Sin embargo, Lingua continúa existiendo en 2022, aunque con un factor de impacto menor.

### Un cambio en elstatu quo

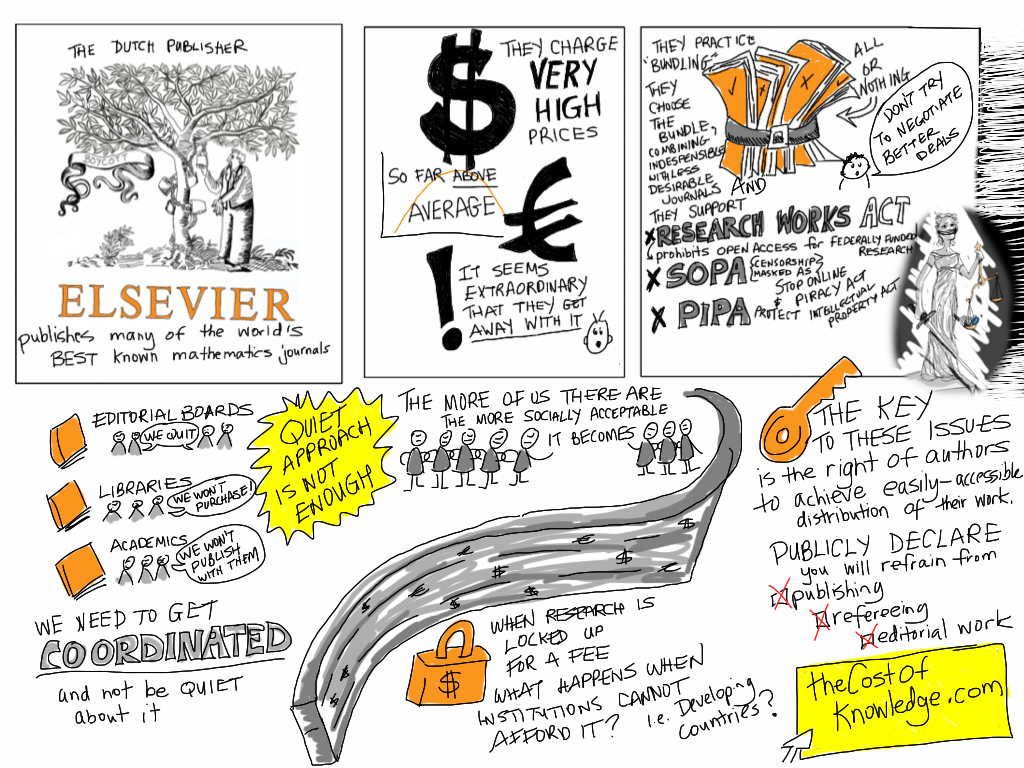
Caricatura sobre basada en el blog de Timothy Gower

El 21 de enero de 2012, el matemático Timothy Gowers llamó a boicotear a Elsevier con una publicación en su blog personal. Esta publicación de blog atrajo suficiente atención que otras fuentes de medios la comentaron como parte del comienzo de un movimiento. Las tres razones que citó para el boicot son los altos precios de las suscripciones para revistas individuales, la agrupación de suscripciones a revistas de diferente valor e importancia, y el apoyo de Elsevier a SOPA, la PROTECT IP Act y la Ley de trabajos de investigación. La "Declaración de propósito" del sitio web Cost of Knowledge explica que Elsevier fue elegido como foco inicial del descontento debido a un "sentimiento generalizado entre los matemáticos de que son los peores infractores". La declaración menciona además "escándalos, demandas, cabildeo, etc." como razones para centrarse en Elsevier.
Elsevier cuestionó las afirmaciones, argumentando que sus precios están por debajo del promedio de la industria y afirmando que la agrupación es solo una de varias opciones diferentes disponibles para comprar acceso a las revistas de Elsevier. La empresa también afirmó que sus considerables márgenes de beneficio son "simplemente una consecuencia de la operación eficiente de la empresa". Los críticos de Elsevier afirman que en 2010, el 36% de los ingresos informados de Elsevier de 3200 millones de dólares estadounidenses fueron ganancias. Elsevier afirmó tener un margen operativo del 25,7% en 2010.

### Impacto y recepción
Un estudio de 2016 que evaluó el boicot cuestionó su impacto, afirmando que en los últimos cuatro años el 38% de los firmantes habían abandonado su compromiso de "no publicar en un medio de Elsevier" y que solo alrededor de 5000 investigadores seguían boicoteando claramente a Elsevier publicando en otros lugares. Concluye: "Pocos investigadores han firmado la petición en los últimos años, dando así la impresión de que el boicot ha seguido su curso"
En febrero de 2012, los analistas del banco Exane Paribas informaron de un impacto financiero en Elsevier con la caída de los precios de las acciones de la empresa debido al boicot. Dennis Snower criticó el monopolio de las editoriales científicas, pero dijo al mismo tiempo que no apoyaba el boicot a pesar de que él mismo es editor en jefe de una revista de acceso abierto sobre economía. Piensa que, en cambio, debería fomentarse una mayor competencia entre las distintas revistas. Se ha informado que el Senado de la Universidad de Kansas considera unirse al boicot a Elsevier.
En 2019, el sistema de la Universidad de California (UC) anunció que cancelaría sus suscripciones a Elsevier, citando costos y falta de acceso abierto. Otras universidades tomaron medidas similares, incluido el MIT en 2020, SUNY en 2020, Florida State University en 2018, UNC Chapel Hill en 2020, y Universidad Estatal de Luisiana en 2019. En 2021, el sistema de la UC negoció un nuevo acuerdo "piloto" de 4 años con Elsevier que permite a los investigadores de la UC publicar en revistas de Elsevier con acceso abierto y restablece el acceso a las revistas de Elsevier para las bibliotecas de la UC, acuerdos de acceso con la Universidad Carnegie Mellon en 2019 (durante 4 años) y el sistema universitario noruego en 2019 (durante 2 años).
En alusión a las revoluciones de la Primavera Árabe, el diario alemán Frankfurter Allgemeine Zeitung llamó al movimiento la 'Primavera Académica' (en alemán: Akademischer Frühling). Cuando la organización británica Wellcome Trust se comprometió a abrir la ciencia, The Guardian también llamó a esto la 'primavera académica'. Después del anuncio de Wellcome Trust, la campaña The Cost of Knowledge fue reconocida por ese periódico como el comienzo de algo nuevo.

## Sitio web
Apareció un sitio web llamado "The Cost of Knowledge", invitando a investigadores y académicos a declarar su compromiso de no enviar artículos a las revistas de Elsevier, no arbitrar artículos para las revistas de Elsevier y no participar en los consejos editoriales.

## Firmantes
El 8 de febrero de 2012, 34 destacados matemáticos que habían firmado The Cost of Knowledge publicaron una declaración de intenciones conjunta en la que explicaban sus razones para apoyar la protesta. Además de Timothy Gowers, Ingrid Daubechies, Juan J. Manfredi, Terence Tao, Wendelin Werner, Scott Aaronson, László Lovász y John Baez se encuentran entre los firmantes. Muchos firmantes son investigadores en los campos de las matemáticas, la informática y la biología. El 1 de febrero de 2012, la declaración contaba con mil firmantes. Para noviembre de 2018, más de 17000 investigadores habían firmado la petición. Se ha debatido el éxito de la petición.

## Reacción de Elsevier
El 27 de febrero de 2012, Elsevier emitió un comunicado en su sitio web que declaraba que había retirado el apoyo a la Ley de trabajos de investigación. Aunque no se mencionó el movimiento Cost of Knowledge, la declaración indicó la esperanza de que la medida "ayudaría a crear un clima menos acalorado y más productivo" para las discusiones en curso con los financiadores de la investigación. Horas después de la declaración de Elsevier, los representantes Darrell Issa y Carolyn Maloney, quienes patrocinaron el proyecto de ley, emitieron un comunicado conjunto diciendo que no impulsarían el proyecto de ley en el Congreso. Anteriormente, Mike Taylor de la Universidad de Bristol acusó a Issa y Maloney de estar motivados por las grandes donaciones que recibieron de Elsevier en 2011.
Si bien los participantes en el boicot celebraron la caída del apoyo a la Ley de trabajos de investigación, Elsevier negó que su acción fuera resultado del boicot y afirmó que tomaron esta acción a pedido de los investigadores que no participaron en el boicot.
El mismo día, Elsevier publicó una carta abierta a la comunidad matemática, indicando que su objetivo es reducir sus precios a $11/artículo o menos. Elsevier también abrió los archivos de 14 revistas de matemáticas desde 1995 con una pared móvil de cuatro años. A fines de 2012, Elsevier hizo que todas sus revistas de "matemáticas primarias" fueran de acceso abierto hasta 2008. El boicot sigue vigente.[cita requerida]